# Szkoła Podstawowa nr 18 im. Arkadego Fiedlera w Zielonej Górze

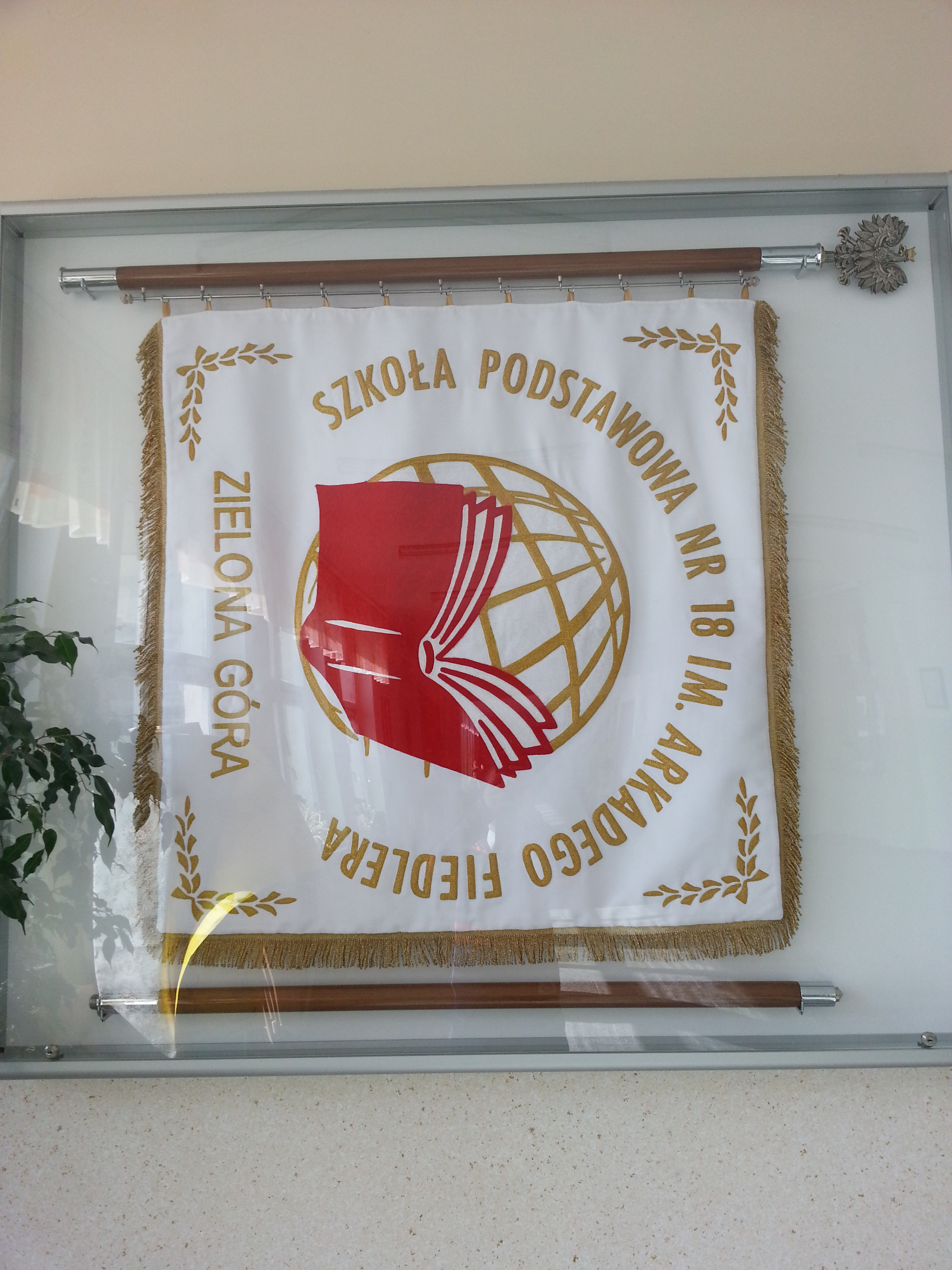
Sztandar szkoły

Szkoła Podstawowa nr 18 im. Arkadego Fiedlera w Zielonej Górze – polska publiczna placówka edukacyjna założona w 1981 roku w Zielonej Górze. W roku 1985 zmieniła swoją siedzibę i przeniosła się na ul. Francuską 10, natomiast w roku 1993 otrzymała imię Arkadego Fiedlera. W 2011 roku szkole nadano sztandar.

## Rys historyczny
Szkoła Podstawowa nr 18 rozpoczęła swoją działalność 1 września 1981 roku. Przez pierwsze 4 lata uczniowie klas 4–8 uczyli się w budynku przy ulicy Długiej, który należał do Centrum Kształcenia Ustawicznego w Zielonej Górze, zaś młodsze dzieci uczęszczały do drugiego budynku, znajdującego się przy Wyższej Szkole Pedagogicznej na ulicy Chopina. W pierwszym roku szkolnym do szkoły uczęszczało 301 uczniów.
Z roku na rok do szkoły uczęszczało coraz więcej uczniów, więc władze miasta podjęły decyzję o przeniesieniu siedziby placówki. 2 września 1985 roku uczniowie rozpoczęli rok szkolny już w nowym gmachu, przy ulicy Francuskiej 10.
29 listopada 1993 Szkoła otrzymała imię znanego, polskiego podróżnika – Arkadego Fiedlera.
W 2011 roku szkole nadano sztandar.

## Współpraca międzynarodowa
Szkoła bierze aktywny udział w programie Comenius – z muzyką i tańcem przez życie i w ramach niego nawiązuje współpracę ze szkołami z różnych krajów europejskich. Celem operacji jest poznanie zagranicznej kultury i innych narodowości.
Ponadto w szkole organizowane są co roku Dni Niemieckie połączone z wymianą uczniów ze szkołą w Chociebużu.
Szkoła uczestniczy także w corocznym dziecięcym parlamencie (niem. Kinderparlament), podczas którego uczniowie ze szkoły Wilhelm-Nevoigt-Grundschule w Chociebużu wraz z uczniami SP18 dyskutują na wybrany wcześniej temat.

## Dyrektorzy
| Imię i nazwisko    | Lata pełnienia funkcji             |
| ------------------ | ---------------------------------- |
| Mirosława Cudowska | 1 września 1981 – 31 sierpnia 1991 |
| Maria Marcińska    | 1 września 1991 – 1 stycznia 1999  |
| Małgorzata Dmuch   | 2 stycznia 1999 – 31 sierpnia 2012 |
| Andrzej Brychcy    | od 1 września 2012                 |

## Osiągnięcia uczniów

### Przedmiotowe i artystyczne
| Nazwa zawodów                                                                                       | Lokata                       | Rok szkolny |
| --------------------------------------------------------------------------------------------------- | ---------------------------- | ----------- |
| I Międzyszkolny Konkurs Piosenki Niemieckiej                                                        | III miejsce                  | 2003/2004   |
| Konkurs Czy znasz baśnie J. Ch. Andersena                                                           | I miejsce                    | 2003/2004   |
| Miejski Konkurs Grup Jasełkowych                                                                    | II miejsce                   | 2003/2004   |
| Miejski Konkurs Plastyczny pt. Mój dzień bez samochodu                                              | II i III miejsce             | 2003/2004   |
| Rejonowy Konkurs Recytatorski                                                                       | wyróżnienie i tytuł laureata | 2003/2004   |
| Konkurs plastyczny zorganizowany przez Nadleśnictwo Zielona Góra                                    | I, II i III miejsce          | 2003/2004   |
| II Miejski Konkurs Informatyczny „Zielona Góra – miasto przyszłości”                                | II miejsce                   | 2004/2005   |
| Międzyszkolny Konkurs Antyczny „Myślę więc jestem”                                                  | I miejsce                    | 2004/2005   |
| Ogólnopolski Konkurs Języka Niemieckiego „Deutschfreund”                                            | II i III miejsce             | 2004/2005   |
| Międzyszkolny Turniej Informatyczny „Collin McRae Rally 2”                                          | III miejsce                  | 2004/2005   |
| Rejonowy Konkurs Recytatorski                                                                       | wyróżnienie i tytuł laureata | 2004/2005   |
| Międzyszkolny Konkurs Historyczno-Europejski                                                        | II miejsce                   | 2004/2005   |
| „Czy znasz mity greckie?”                                                                           | I miejsce                    | 2004/2005   |
| Sprachdoktor 2005                                                                                   | II i III miejsce             | 2004/2005   |
| IV Międzyszkolny Konkurs Języka Niemieckiego „Wer? Wo? Was?”                                        | II i III miejsce             | 2004/2005   |
| Konkurs Historyczny „Wycieczka po Zielonej Górze”                                                   | I miejsce                    | 2004/2005   |
| „Uczymy się lasu”                                                                                   | II miejsce                   | 2004/2005   |
| Międzyszkolny Konkurs Czytelniczy „Przyjaciele naszego dzieciństwa”                                 | II miejsce                   | 2004/2005   |
| „Bezpieczny w ruchu drogowym, Z przepisami za pan brat”                                             | II i III miejsce             | 2004/2005   |
| „W Europie jeździmy bezpieczniej”.                                                                  | VIII miejsce                 | 2004/2005   |
| „Deutschfreund”                                                                                     | III miejsce                  | 2005/2006   |
| „Nasza szkoła w trosce o bezpieczeństwo dzieci”                                                     | I miejsce                    | 2005/2006   |
| Finał Lubuskiego Konkursu „W Europie Jeździmy Bezpiecznie”                                          | IV miejsce                   | 2005/2006   |
| „Wer? Wo? Was?”                                                                                     | I i II miejsce               | 2005/2006   |
| Międzyszkolny Konkurs Historyczno-Europejski                                                        | I miejsce                    | 2005/2006   |
| Międzyszkolny Konkurs „Ekolandia”                                                                   | I miejsce                    | 2005/2006   |
| IX Wojewódzki Konkurs Grafiki Komputerowej dla uczniów szkół podstawowych pt. „Ja też będę dorosły” | wyróżnienie                  | 2005/2006   |
| Miejski konkurs pt. „Przyroda i zdrowie”                                                            | II miejsce                   | 2005/2006   |
| Sprachdoktor 2006                                                                                   | XXI miejsce                  | 2005/2006   |
| „Tropienie błędów”                                                                                  | tytuł mistrza                | 2005/2006   |
| „Uczymy się lasu”                                                                                   | I i III miejsce              | 2005/2006   |
| Rejonowe Mistrzostwa Ratownicze                                                                     | II miejsce                   | 2005/2006   |
| Konkurs „Jan Paweł II – Pielgrzym Pokoju”                                                           | I miejsce                    | 2005/2006   |
| „Znam swoje miasto”                                                                                 | I miejsce                    | 2005/2006   |
| „Pamiątka z Zielonej Góry”                                                                          | wyróżnienie                  | 2005/2006   |
| „Bożonarodzeniowe szopki”                                                                           | I miejsce                    | 2005/2006   |
| Konkurs plastyczno-czytelniczy „Urodziny Kubusia”                                                   | I miejsce                    | 2005/2006   |
| „Anioły i aniołki bożonarodzeniowe”                                                                 | wyróżnienie                  | 2005/2006   |
| XVI Spotkania Grup Kolędniczych i Jasełkowych                                                       | wyróżnienie                  | 2005/2006   |
| Miejski Festiwal Piosenki Angielskiej                                                               | I i II miejsce               | 2005/2006   |
| Finał Miejski Dziecięcego Festiwalu Piosenki                                                        | tytuł laureata i wyróżnienie | 2005/2006   |

## Wyróżnienia i certyfikaty
- Certyfikat „Szkoła bez przemocy”[10]
- Certyfikat za aktywne uczestnictwo w programie „Zachowaj trzeźwy umysł[10]
- Certyfikat „Szkoła przyjazna dla sześciolatka”[10]
- Wyróżnienie „W naszej szkole dbamy o poprawną polszczyznę”[10]

## Znani absolwenci
- Patryk Dudek – zielonogórski żużlowiec[3]
- Magdalena Szczepańska – lekkoatletka[3]